# Live on Tour
Live on Tour ist nach Live @ Metalcamp 2008 das zweite Livealbum der Schweizer Pagan-Metal-Band Eluveitie.

## Hintergrund und Entstehung
Das Album stellt einen Konzertmitschnitt des Eluveitie-Auftrittes vom 18. März 2012 im 013 Dommelsch Zaal in Tilburg dar. Der dortige Auftritt fand im Rahmen der Paganfest-Tour zur Promotion von Helvetios, dem fünften Studioalbum von Eluveitie, statt, weshalb die meisten Lieder von Live on Tour von diesem Album stammen. Für die Konzertbesucher war es möglich, das Album fertig abgemischt und gemastert bereits am selben Abend noch zu erwerben, offiziell veröffentlicht wurde das Album dann am 24. März 2012. Neben Eluveitie spielten an diesem Abend auch noch Sólstafir, Heidevolk, Negură Bunget, Equilibrium und Primordial, jedoch wurden deren Shows nicht aufgezeichnet. Durchgeführt wurden die Aufnahmen, die Abmischung und das Mastering vom Londoner Live-Recording-Unternehmen Concert Live ltd.
Zunächst war das Album nur bei Konzerten der Band und über den Onlinestore von Concert Live ltd. erhältlich, wurde aber am 14. September 2012 über das Soulfood-Sublabel Plastic Head weltweit veröffentlicht.

## Titelliste
| #  | Titel               | Länge |
| -- | ------------------- | ----- |
| 1  | Prologue            | 0:44  |
| 2  | Helvetios           | 4:32  |
| 3  | Luxtos              | 4:14  |
| 4  | Uxellodunon         | 5:51  |
| 5  | Nil                 | 3:44  |
| 6  | Kingdom Come Undone | 3:30  |
| 7  | Inis Mona           | 5:43  |
| 8  | A Rose for Epona    | 4:55  |
| 9  | Meet the Enemy      | 4:04  |
| 10 | (Do)Minion          | 5:18  |
| 11 | Alesia              | 4:48  |
| 12 | Thousandfold        | 4:23  |
| 13 | Tegernakô           | 7:35  |

| #  | Titel            | Länge |
| -- | ---------------- | ----- |
| 14 | Scorched Earth   | 3:40  |
| 15 | Calling the Rain | 5:44  |
| 16 | Havoc            | 5:11  |
| 17 | Outro            | 1:49  |

## Rezeption
Das Album konnte Anfang September 2012 bei seiner weltweiten Veröffentlichung für eine Woche auf Platz 78 in die Schweizer Charts einsteigen. Eine der wenigen Kritiken, die zu dem Live-Album verfasst wurden stammt von „Hanns“ vom Schweizer Webzine Tracks Magazin. Eine Wertung wurde nicht vergeben, jedoch äußerte er sich positiv über das Album:

„Während Eluveities Nuclear-Blast-Alben extrem dicht und manchmal fast überladen sind, lockert die Band auf der Bühne die Komplexität der Songs und legt die Strukturen klarer offen. Das macht ihre Musik zugänglicher, zumal der Growl-Gesang live auf Dauer leichter auszuhalten ist. Für Eluveitie-Fans sowieso ein Must. Wem die Band bisher zu heftig war, kann hiermit einen neuen Zugang finden.“

Auch „André“ vom Schweizer Webzine Medazzarock äußerte sich sehr positiv in seinem Review zu Live on Tour und schrieb: „Man wird auf der CD Zeuge, dass die Band um Chrigel Glanzmann live eine Macht ist mit einer unheimlichen Durchschlagskraft. […] Klasse.“ Eine Wertung wurde jedoch nicht vergeben.